# Moment of Truth (Album)
Moment of Truth ist das fünfte Studioalbum des amerikanischen Hip-Hop-Duos Gang Starr. Es erschien am 31. März 1998.

## Entstehung und Veröffentlichung
Das 1994 veröffentlichte Album Hard to Earn markierte den Beginn einer folgenden vierjährige Veröffentlichungs-Pause des Duos. Rapper Guru war zwischen 1994 und 1998 mit seinem Projekt Jazzmatazz beschäftigt und Produzent DJ Premier ein vielgefragter Produzent für Hip-Hop Größen wie Jay-Z oder The Notorious B.I.G. Der Entstehungsprozess war von juristischen Schwierigkeiten Gurus und dessen Alkoholproblemen gekennzeichnet. Zwischenzeitlich (und ohne Bekanntmachung für die Öffentlichkeit) stieg DJ Premier sogar aus dem Projekt aus. 

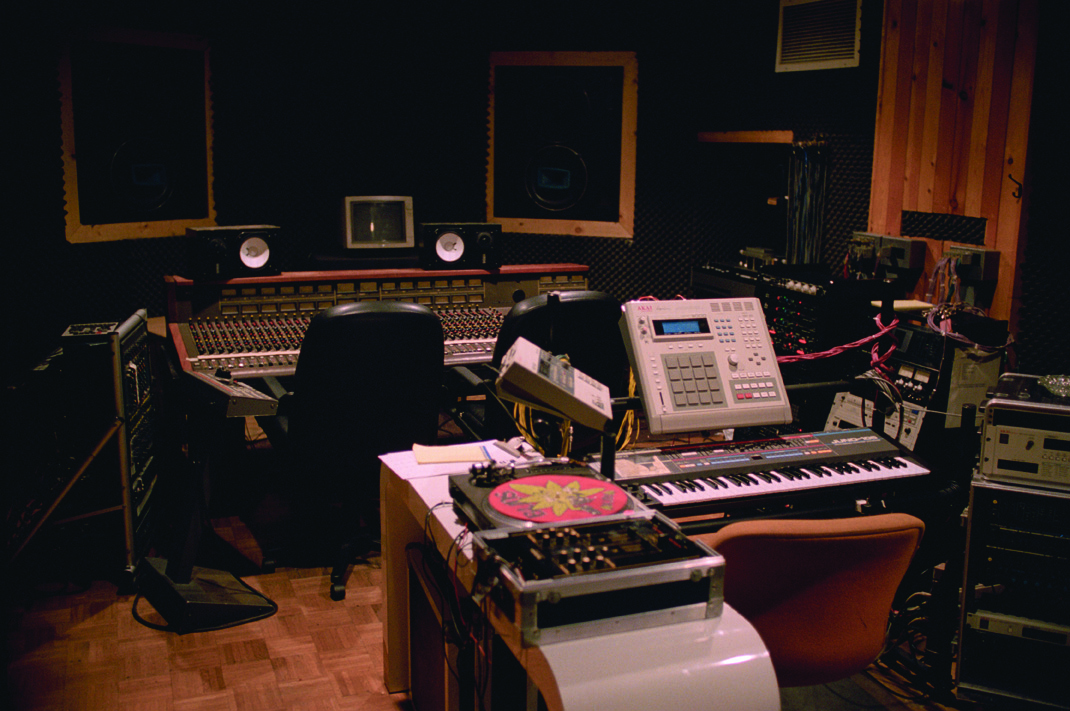
D&D Studios

Im November 1997 erschien die erste Single des Albums, You Know My Steez, welche über die Zeit auch zu den gesamterfolgreichsten Titel Gang Starrs avancierte. Am 31. März 1998 schließlich veröffentlichte das Duo das Album Moment of Truth, das erstmals unter dem Label Noo Trybe Records / Virgin Records erschien. Das Album erschien als Schallplatte, CD und als Kassette.
Moment of Truth wurde in den D&D Studios in New York City aufgenommen.

## Titelliste
| Nr.          | Titel                                       | Länge |
| ------------ | ------------------------------------------- | ----- |
| 1.           | You Know My Steez                           | 4:07  |
| 2.           | Robin Hood Theory                           | 3:44  |
| 3.           | Work                                        | 2:57  |
| 4.           | Royalty (feat. K-Ci & JoJo)                 | 5:11  |
| 5.           | Above The Clouds (feat. Inspectah Deck)     | 3:41  |
| 6.           | JFK 2 LAX                                   | 3:34  |
| 7.           | Itz A Set Up (feat. Hannibal)               | 3:49  |
| 8.           | Moment of Truth                             | 4:07  |
| 9.           | B.I. Vs. Friendship (feat. M.O.P.)          | 4:37  |
| 10.          | The Militia (feat. Big Shug, Freddie Foxxx) | 4:48  |
| 11.          | The Rep Growz Bigga                         | 4:55  |
| 12.          | What I'm Here 4                             | 2:45  |
| 13.          | She Knowz What She Wantz                    | 3:00  |
| 14.          | New York Strait Talk                        | 4:14  |
| 15.          | My Advice 2 You                             | 2:31  |
| 16.          | Make 'Em Pay (feat. Krumbsnatcha)           | 4:21  |
| 17.          | The Mall (feat. G. Dep, Shiggy Sha)         | 3:40  |
| 18.          | Betrayal (feat. Scarface)                   | 5:29  |
| 19.          | Next Time                                   | 3:06  |
| 20.          | In Memory Of...                             | 3:40  |
| Gesamtlänge: | Gesamtlänge:                                | 78:38 |

## Rezeption
Moment of Truth gilt als Klassiker des Hip-Hops. Es ist auch das kommerziell erfolgreichste Album des Hip-Hop-Duos.

### In der Populärkultur
Der Titelsong wurde in mehreren Serien- und Filmproduktionen verwendet: 2011 verwendete Brad Furman ihn in seinem Film The Lincoln Lawyer, außerdem wird er in einer Folge der Serie Mr. Robot benutzt. Die amerikanische Serie Marvel’s Luke Cage spielt in mehreren Episodentiteln der ersten Staffel auf Albumsongs an und verwendet die Single You Know My Steez in der gleichnamigen dreizehnten Folge. DJ Premiere spielte mehrere Songs des Albums in seinem Tiny Desk Concert.

### Rezensionen
Sven Christ würdigte Moment of Truth in der dritten Ausgabe der Juice 1998 als „rundes, ausgefeiltes Album von höchster musikalischer Qualität“. DJ Premiere habe mit funky Beats eine perfekte Repräsentation des Straßensounds von Brooklyn geliefert. Für den Rezensenten war Moment of Truth neben Rakims Album The 18th Letter eines der wichtigsten Alben der Zeit. Das Album erhielt – als eins von nur 27 Alben insgesamt – die Höchstwertung der Juice.
In einer der Rubrik Meilensteine gewidmeten rückblickenden Rezension schätzt David Hilzendegen Moment of Truth als nachhaltig prägendstes Gang Starr Album ein. Der Rezensent vergab die Höchstwertung.

### Charts und Chartplatzierungen
Moment of Truth konnte sich zwei Wochen in den deutschen Albumcharts platzieren, wo es Rang 94 erreichte. Im Vereinigten Königreich platzierte sich das Album für eine Woche auf Rang 43. In den Vereinigten Staaten erreichte das Album in der Woche des 18. Mai 1998 Rang 6 der Billboard 200. Moment of Truth konnte sich für 13 Wochen in dieser Chartliste platzieren. In der Kategorie Top R&B/Hip-Hop Albums erreichte das Album den ersten Platz und hielt sich insgesamt 22 Wochen in dieser Chartliste. Moment of Truth verkaufte sich mehr als 500.000 Mal und wurde daher mit einer Goldenen Schallplatte zertifiziert.
| ChartsChartplatzierungen       | Höchstplatzierung | Wochen |
| ------------------------------ | ----------------- | ------ |
| Deutschland (GfK)              | 94 (2 Wo.)        | 2      |
| Vereinigtes Königreich (OCC)   | 43 (1 Wo.)        | 1      |
| Vereinigte Staaten (Billboard) | 6 (13 Wo.)        | 13     |